# لانهری
لانهری (به انگلیسی: Llanharry) یک منطقهٔ مسکونی در بریتانیا است که در روندا کنون تاو واقع شده‌است. لانهری ۳٬۶۴۳ نفر جمعیت دارد.